# Navassa (Karolina Północna)
Navassa – miasto w Stanach Zjednoczonych, w stanie Karolina Północna, w hrabstwie Brunswick.